# Eirenis thospitis
Eirenis thospitis är en ormart som beskrevs av Schmidtler och Lanza 1990. Eirenis thospitis ingår i släktet Eirenis och familjen snokar. Inga underarter finns listade i Catalogue of Life.
Arten förekommer med flera mindre och från varandra skilda populationer i östra Turkiet. Den lever i bergstrakter och på högplatå mellan 1800 och 2000 meter över havet. Eirenis thospitis vistas i klippiga områden med glest fördelad växtlighet. Honor lägger ägg.
En av populationerna listas ofta som Eirenis hakkariensis.
Denna orm är sällsynt. Fram till 2008 hittades endast 13 individer. IUCN kategoriserar arten globalt som otillräckligt studerad.